# Clive Hirschhorn
Clive Hirschhorn (n. 20 februarie 1940) este un scriitor și critic sud-african, cunoscut pentru îndelungata sa activitate de critic de teatru și film al ziarului britanic Sunday Express și ca autor al mai multor cărți pe teme cinematografice.

## Tinerețea și începutul carierei de jurnalist
S-a născut in Johannesburg, Africa de Sud, ca fiu al hotelierului Colin Kalman și al lui Pearl (Rabinowitz) Hirschhorn. A urmat studii la Universitatea din Witwatersrand, Johannesburg, pe care le-a absolvit în 1960.
În timp ce încă era student la Universitatea din Witwatersrand, Hirschhorn a scris piesa A State of Innocence, care a fost reprezentată pe scena Library Theatre din Johannesburg. Între anii 1960 și 1963 a fost critic secundar de teatru și film al ziarului Sunday Times din Johannesburg și critic independent la ziarele The Rand Daily Mail și Johannesburg Sunday Express.
Hirschhorn a plecat din Africa de Sud și s-a mutat la Londra în aprilie 1963, iar în anul următor a devenit redactor la televiziunea ABC din Marea Britanie, deținătoarea francizei pentru rețeaua ITV.
În anul următor, a lucrat pentru scurt timp pe post de cronicar al ziarului Daily Mail, înainte de a se alătura publicației Sunday Express în 1965 ca intervievator. În 1966 a fost numit critic de teatru și film al ziarului, deținând acest post timp de aproape 30 de ani, până când a părăsit ziarul în 1995. Printre numeroasele vedete pe care Hirschhorn le-a prezentat și intervievat pentru Sunday Express au fost Tennessee Williams, Marlene Dietrich, Mae West (care a fost, de asemenea, subiectul unei biografii scrise de Hirschhorn), Noel Coward, Jack Nicholson, Dustin Hoffman, Judy Garland (în ultimul ei interviu), Rita Hayworth, Bing Crosby, Billy Wilder, George Burns, James Stewart, Alfred Hitchcock, Woody Allen, Mel Brooks, Rosalind Russell, Betty Grable, David Niven, Rex Harrison, Yul Brynner, Sammy Davis, Jr., Julie Andrews, Arnold Schwarzenegger, Kirk Douglas, Tony Curtis, Mickey Rooney și Ginger Rogers.
În 1996, Hirschhorn a devenit redactor al revistei teatrale Applause, iar din 1998 a fost critic teatral al revistei This Is London.

## Cărți
În afară de numeroasele recenzii și interviuri scrise pentru Sunday Express, Hirschhorn este autorul mai multor cărți bine primite despre industria cinematografică și despre vedetele sale:
Library Journal a afirmat că biografia sa autorizată a lui Gene Kelly este „bine documentată” și a lăudat „căldura și apropierea” ei de subiect. Scriind în Chicago Tribune Book World, Richard Christiansen a numit The Warner Bros. Story un „o mină bogată de informații și divertisment”, în timp ce Choice a observat că prezentările filmelor de către Hirschhorn erau „adesea spirituale și chiar critice ... ele sunt atât recenzii, cât și narațiuni”. Newsweek a admirat The Hollywood Musical, deoarece Hirschhorn „urmărește cu un fel de exhaustivitate să conserve măreția subiectului său”, un sentiment reprodus de Seymour Peck în The New York Times Book Review, care a menționat că Hirschhorn „își stabilește ca obiectiv completitudinea absolută ... și pare să o fi realizat”.
Hirschhorn a ținut prelegeri cu privire la filmele muzicale de la Hollywood la Școala anuală de Vară a Universității din Cape Town și la Festivalul Literar Oxford.

## Colecționarea de cărți
Începând de la mijlocul anilor 1980, Hirschhorn a alcătuit „una dintre cele mai bune colecții de ediții princeps ale unor cărți rare”, care-i conține pe „marea majoritate a celor mai notabili autori din secolul al XX-lea”. Colecția sa include toată lucrările importante ale lui Ernest Hemingway, F. Scott Fitzgerald, Graham Greene, William Faulkner și John Steinbeck.
În octombrie 2012 Hirschhorn a făcut obiectul unor știri atunci când a decis să-și vândă la licitație o parte semnificativă a colecției sale lărgite. The Express a raportat că au fost scoase la vânzare aproximativ 500 de cărți. Printre piesele valoroase ale colecției erau prima ediție cu supracopertă a romanului The Great Gatsby, o copie cu autograf (pentru Hirschhorn de la Harper Lee) a romanului To Kill A Mockingbird, primul roman din seria Bond, Casino Royale al lui Ian Fleming, copia personală a lui Graham Greene (cu semnătura lui pe prima pagină) a romanului Dracula al lui Bram Stoker, o copie inscripționată a romanului A Handful of Dust al lui Evelyn Waugh și o copie semnată a romanului Gone with the Wind.
Hirschhorn deține o colecție continuă de materiale referitoare la teatru și film care nu este de vânzare, cu scopul de a o transforma într-una dintre cele mai cuprinzătoare colecții particulare de materiale teatrale și cinematografice din lume.

## Lucrări
- Gene Kelly (cu o introducere a lui Frank Sinatra), W.H. Allen, 1974; Henry Regnery, 1975. Ediție revăzută și adăugită, St. Martin’s Press, 1985.
- The Films of James Mason, L.S.P. Books, 1975; Citadel, 1977.
- The Warner Bros. Story, Octopus, 1978; Crown, 1978. Ediție revăzută, 1980.
- The Hollywood Musical, Octopus, 1981, Crown, 1981. Ediție revăzută și adăugită, 2000.
- The Universal Story, Octopus, 1983, Crown, 1983. Ediție revăzută și adăugită, Hamlyn, 1999.
- The Columbia Story, Octopus, 1989, Crown 1990. Ediție revăzută și adăugită, Hamlyn, 2000.
- Mae West: An Interview & Biography, Grand Cyrus Press, 2009.